# 高明 (足球运动员)
高明（1982年2月19日—），出生于中华人民共和国山东省青岛，是已经退役的中国足球运动员，场上司职中场，曾先后在青岛海牛、山东鲁能泰山、长春亚泰、广州医药等队效力。

## 职业生涯

### 俱乐部
- 2001年进入青岛海牛一队，之后逐渐获得主力位置。
- 2005年以300万元转会到山东鲁能泰山，却很少获得出场机会。
- 2006年被租借至长春亚泰。
- 2007年转会到还在中甲的广州医药，帮助球队获得联赛冠军。
- 2008年赛季高明出场机会不多，只在客场对北京国安的比赛中打入一球。赛季结束后，他主动向广州医药俱乐部申请挂牌，因无人摘牌而选择退役。[1]

### 国家队
- 2001年作为中国国青队队长，参加了当年的世青赛，此后入选国奥队。

### 教练生涯
退役后高明离开足球圈自己成立公司。2012年，他应邀成为业余球队长春农商行风云队主教练，率领球队参加2012年中国足协杯。 2013年，他回到青岛中能，担任球队U9梯队的主教练。